# آندره‌آ بورنز
آندره‌آ بورنز (به انگلیسی: Andrea Burns) (زاده ۲۱ فوریهٔ ۱۹۷۱) بازیگر آمریکایی است.
از فیلم‌های معروف او می‌توان به بازی در فیلم شاهزاده اشاره کرد.